# Heliotropium ferreyrae
Heliotropium ferreyrae är en strävbladig växtart som beskrevs av Ivan Murray Johnston. Heliotropium ferreyrae ingår i Heliotropsläktet som ingår i familjen strävbladiga växter. Inga underarter finns listade i Catalogue of Life.